# Bundesverband Liberaler Hochschulgruppen
Der Bundesverband Liberaler Hochschulgruppen (LHG) ist ein deutscher politischer Studierendenverband, der der Freien Demokratischen Partei (FDP) nahesteht. Diese gilt dem LHG als ihr „parlamentarischer Ansprechpartner“. Er hat nach eigenen Angaben 50 aktive Mitgliedsgruppen und zählt damit zu den größten politischen Studierendenverbänden in Deutschland.
Auf europäischer Ebene ist der LHG Mitglied von LYMEC und Mitbegründer des European Liberal Students Network (ELSN) innerhalb von LYMEC. Für ehemalige Mitglieder der LHG-Gruppen, die ihr Studium beendet haben, besteht die Möglichkeit der Mitgliedschaft im Verband Liberaler Akademiker.

## Struktur
Wie die meisten Studentenverbände sind auch die Liberalen Hochschulgruppen formalrechtlich unabhängig von der „Mutterpartei“ organisiert, auch ist die Mitgliedschaft im Verband nicht an eine Parteimitgliedschaft gekoppelt.
Der Bundesverband besteht aus Ortsgruppen, die in ihrer Arbeit weitgehend autonom von Beschlüssen auf Bundes- und Landesverbandsebene agieren.
Daneben gibt es derzeit (Stand: Juli 2023) die Landesverbände Bayern, Baden-Württemberg, Berlin-Brandenburg, Hessen, Mitteldeutschland, Niedersachsen-Bremen, Nordrhein-Westfalen, Rheinland-Pfalz, Saarland und Schleswig-Holstein. Diese sind an dessen Satzung gebunden. Ein „Landesverband“ muss sich nicht auf ein einzelnes Bundesland beschränken, sondern kann auch die Gruppen mehrerer Bundesländer umfassen. Dies ist beispielsweise der Fall bei der LHG Mitteldeutschland, die die Gruppen in Thüringen, Sachsen und Sachsen-Anhalt umfasst.
Der Bundesverband hat vor allem drei Aufgaben: Er schult die Mitglieder der örtlichen Gruppen für ihre politische Tätigkeit und koordiniert deren Arbeit, treibt die hochschul- und wissenschaftspolitische Programmatik aus studentischer Sicht voran und versteht sich als Lobbygruppe für studentische und hochschulpolitische Interessen gegenüber der Politik.
Organe des Bundesverbands sind die Bundesmitgliederversammlung, der Bundesvorstand, der Erweiterte Bundesvorstand und das Bundesschiedsgericht. Die Bundesmitgliederversammlung als höchstes beschlussfassendes Gremium tagt halbjährlich. Der Bundesvorstand wird jährlich neugewählt, in der Regel im Januar. Der Erweiterte Bundesvorstand setzt sich zusammen aus dem Bundesvorstand und je einem Vertreter jedes Landesverbandes.
Unterlagen des Bundesverbands werden im Archiv des Liberalismus der Friedrich-Naumann-Stiftung für die Freiheit in Gummersbach aufbewahrt.

## Geschichte liberaler Hochschulverbände
Liberale Hochschulgruppen mit explizitem Parteibezug gibt es in Deutschland seit der Weimarer Republik. Damals gespalten in den linksliberalen Reichsbund Deutscher Demokratischer Studenten und die nationalliberalen Hochschulgruppen der Deutschen Volkspartei, spielten sie seinerzeit aber nur eine geringe Rolle.
In der Bundesrepublik Deutschland wurde 1950 wurde der Liberale Studentenbund Deutschlands (LSD) gegründet. Er war von Beginn an der offizielle Hochschulverband der FDP, trennte sich jedoch im Zuge der Studentenbewegung 1968/69 von der FDP und zerfiel bald darauf. Als neuer Hochschulverband der FDP wurde nach zweijähriger Vorbereitung im Mai 1972 der Liberale Hochschulverband (LHV) gegründet. Dieser verfolgte von Beginn an eine dezidiert linke Politik an den Hochschulen und ging entsprechende AStA-Koalitionen unter Einschluss des DKP-nahen MSB Spartakus ein.
Ein Hauptkonkurrent des LHV war der Sozialliberale Hochschulverband (SLH), der 1968 als Deutsche Studenten Union (DSU) gegründet wurde. Die DSU sah sich zunächst als überparteiliche studentische Interessenvertretung, positionierte sich aber schon zur Bundestagswahl 1969 auf Seite der als Reformparteien wahrgenommenen FDP und SPD, entwickelte eine sozialliberale Programmatik und änderte dementsprechend 1972/73 ihren Namen. An den Hochschulen trat dann der SLH als Unterstützer der sozialliberalen Koalition auf und lehnte Bündnisse unter Einschluss des MSB Spartakus kategorisch ab. Ab etwa 1978 wandte sich der SLH stärker der FDP zu.
Nach der Bonner Wende 1982 trennte sich der LHV ebenso wie die Deutschen Jungdemokraten von der FDP und die Jungen Liberalen wurden die Jugendorganisation der FDP. Daraufhin verstärkte sich noch die Nähe des SLH zur FDP.
1987 gründeten rund 40 Hochschulgruppen von SLH, Liberaler Studenteninitiative (LSI), JuLi-Hochschulgruppen sowie einige unabhängige Gruppen den Bundesverband Liberaler Hochschulgruppen. Damit gab es erstmals seit der Trennung des LSD von der FDP im Jahre 1969 wieder einen gemeinsamen bundesweiten Dachverband für alle liberalen Studierenden.

## Vorsitzende des LHG
- Inka Goos (jetzt Richter) (17. Dezember 1987 bis 15. Januar 1989)
- Peter Kuhlmeier (15. Januar 1989 bis 12. November 1989)
- Lukas Werner (12. November 1989 bis 20. Januar 1991)
- Beate Engelhardt (20. Januar 1991 bis 19. Januar 1992)
- Christian Etzrodt (19. Januar 1992 bis 24. Oktober 1992)
- Bernd-Alfred Bartels (24. Oktober 1992 bis 23. Januar 1994)
- Knut Wuhler (23. Januar 1994 bis 5. Februar 1995)
- Carl Sonnenschein (5. Februar 1995 bis 4. Februar 1996)
- Gunnar Pietsch (4. Februar 1996 bis 9. Februar 1997)
- Britta Paulekat (9. Februar 1997 bis 1. Februar 1998)
- Sandra von Münster (1. Februar 1998 bis 6. Februar 2000)
- Raoul Michael Koether (6. Februar 2000 bis 20. April 2002)
- Marcel Luthe (20. April 2002 bis 24. Mai 2003)
- Martin Hörig (25. Mai 2003 bis 17. Dezember 2005)
- Götz Galuba (17. Dezember 2005 bis 20. Januar 2007)
- Daniel George (20. Januar 2007 bis 30. Januar 2009)
- Johannes Knewitz (30. Januar 2009 bis 21. Januar 2011)
- Kristina Kämpfer (21. Januar 2011 bis 27. Januar 2012)
- Josephine Victoria Dietzsch (27. Januar 2012 bis 26. Januar 2014)
- Julia Buschhorn (26. Januar 2014 bis 23. Januar 2015)
- Sascha Lucas (23. Januar 2015 bis 26. Juni 2015)
- Alexander Schopf (26. Juni 2015 bis 16. Januar 2016)
- Johannes Dallheimer (16. Januar 2016 bis 12. Januar 2019)
- Lukas Tiltmann (12. Januar 2019 bis 10. Januar 2020)
- Tabea Gandelheidt (10. Januar 2020 bis 26. Januar 2022)
- Benjamin Kurtz (26. Januar 2022 bis 12. Januar 2024)[8]
- Jan-Lukas Gescher (seit 12. Januar 2024)[9]